# Nutzhorn
Hoeberg von Nutzhorn og von Nutzhorn er to danske brevadelsslægter, den ene lever stadig.
Oberst Bagge Hoeberg (1682-1767), gift med Wilhelmine Johanne von Nutzhorn, blev 14. december 1759 optaget i den danske adelsstand under navnet Hoeberg von Nutzhorn. Hans sønnesøn Bendix Conrad Heinrich von Nutzhorn (1771-1851), major og branddirektør, havde tre børn:
1. Anna Scholastica, f. 24. december 1819, gift med direktør i Privatbanken Charles Aumont (1823-1905).
2. Anna Henriette, f. 9. april 1823.
3. Carl Ludvig Vilhelm Rømer von Nutzhorn (1828-1899), amtmand over Vejle Amt, 1864 indenrigsminister, senere justitsminister, Kommandør af Dannebrog og Dannebrogsmand, gift med Emilie Aarestrup. Børn: Olga, f. 20. maj 1874, Ingeborg, f. 25. januar 1875, og Gertrud Caroline Thekla Elisabeth, f. 4. marts 1878. Han var sidste mand af slægten Hoeberg von Nutzhorn.
4. Major og branddirektør Bendix Conrad Heinrich Hoeberg von Nutzhorn (muligvis søn her) adopterede endvidere sine to stedsønner, Andreas og Ditlev Andersen, som ved patent af 29. maj 1845 blev optaget i den danske adelsstand  med navnet von Nutzhorn. Denne slægt lever endnu.  Andreas døde uden børn. Ditlev (1800-1865), en bekendt læge, gift med Charlotte Cathrine Fejlberg. Børn:
  1. Louise Anna, f. 6. juli 1831, gift med pastor H.F. Fejlberg til Darum.
  2. Bendix Conrad Heinrich Andersen (20. februar 1833-1925) cand.theol., medbestyrer af Askov Folkehøjskole, gift med Johanne Bertelsen. Børn: Mette Marie Charlotte, f. 18. juli 1867, Johanne, f. 18. november 1869, Ditlev Andersen, f. 26. juni 1872, Holger Andersen, f. 25. august 1874, Sigrid, f. 12. februar 1876, Henning Frederik Fejlberg Andersen, f. 2. januar 1878.
  3. Henning Frederik Fejlberg Andersen (15. november 1835 – 20. februar 1866), Dr.phil.
  4. Charlotte Cathrine, f. 7. juli 1858, gift med løjtnant P.B. Fejlberg.
  5. Anna Marie, f. 22. januar 1840, i Roskilde Kloster.
  6. Ditlev Andersen (1841-1864), skibslæge.
  7. Louise, f. 6. august 1842, i Roskilde Kloster.
  8. Theodor Octavius (1844-1873), forstkandidat.

En broder af major Nutzhorn efterlod afkom, som levede i bondestanden i nærheden af Horsens.